# Голубок мексиканський
Голубок мексиканський (Zentrygon albifacies) — вид голубоподібних птахів родини голубових (Columbidae). Мешкає в Мексиці і Центральній Америці.

## Опис
Довжина птаха становить 28-31,5 см, вага 158-339 г. Верхня частина голови сіра, лоб світло-сірий. Шия коричнева, поцяткована темними смужками, решта верхньої частини тіла каштанова, спина має синювато-фіолетовий відблиск. Крила темно-сірувато-коричневі. Обличчя світло-сірувато-охристе, підборіддя і горло світло-охристі. Груди охристо-сірі, живіт світліший, коричнюватий. Очі оранжеві або червоні, навколо очей плями голої синювато-сірої шкіри. Лапи червоні. У молодих птахів тім'я коричнювате, верхня частина тіла коричнева, поцяткована темними смугами, груди і боки рудувато-коричневі, поцятковані темними смугами.

## Поширення і екологія
Мексиканські голубки мешкають в Мексиці, Гватемалі, Гондурасі, Сальвадорі і Нікарагуа. Вони живуть у вологих гірських і рівнинних тропічних лісах та на кавових плантаціях. Зустрічаються поодинці або парами, на висоті від 1000 до 2700 м над рівнем моря. Живляться насінням, плодами і комахами, яких шукають серед опалого листя.